# Ana Dolinar Horvat
Ana Dolinar Horvat, slovenska gledališka in filmska igralka, *16. marec 1983, Kranj.

## Življenjepis
Ana Dolinar Horvat je študirala dramsko igro in umetniško besedo Akademiji za gledališče, radio, film in televizijo. V Mestnem gledališču ljubljanskem je igrala že med študijem, od leta 2009 pa je njegova članica.
Je hči igralke Bernarde Oman in radijskega voditelja Janeza Dolinarja. Poročena je z režiserjem Sebastijanom Horvatom, s katerim ima dve hčeri in sina; Ronjo je rodila leta 2011, Nano Amo je leta 2015 posvojila iz Gane, sin Lun pa se je rodil leta 2019.